# ويليام سواريز
ويليام سواريز (7 فبراير 1985 بالبرازيل - ) هو لاعب كرة قدم برازيلي في مركز الوسط. لعب مع سبورتينغ براغا ونادي أكاديميكا كويمبرا ونادي جل فيسنتي ونادي فاتيما ونادي هبوعيل بئر السبع وHapoel Ramat Gan Givatayim F.C. ‏ وEsporte Clube São José ‏ وHakoah Amidar Ramat Gan F.C. ‏ وS.C. Braga B ‏.

## روابط خارجية
- ويليام سواريز على موقع قاعدة بيانات كرة القدم.إي يو (الإنجليزية)
- ويليام سواريز على موقع Soccerway.com (الإنجليزية)
- ويليام سواريز على موقع عالم كرة القدم.نت (الإنجليزية)